# Viktor Huber von Gleichenstein
Viktor Franz Freiherr Huber von Gleichenstein (* 4. April 1909 in Freiburg im Breisgau; † 16. Juni 1994 in Konstanz) war ein deutscher Verwaltungsjurist und Landrat verschiedener Landkreise in Baden bzw. Baden-Württemberg.

## Leben
Der Sohn eines Freiburger Privatiers legte 1927 das Abitur am Berthold-Gymnasium Freiburg ab und studierte anschließend Rechtswissenschaft und Volkswirtschaftslehre an den Universitäten Freiburg und München. Er bestand 1932 das erste und 1936 das zweite Staatsexamen und war danach Mitarbeiter im Bankhaus J. A. Krebs in Freiburg sowie bei verschiedenen Industrieunternehmen im Rheinland. Von 1938 bis 1944 arbeitete Huber von Gleichenstein als Wirtschaftsprüfer.
Am 1. Mai 1945, also nach der Besetzung Freiburgs durch die französische Armee, wurde er Abteilungsleiter bei der Polizeidirektion Freiburg. Ab Februar 1946 arbeitete er als Regierungsrat am Landratsamt Lahr und wurde im Juli desselben Jahres als Landrat nach Emmendingen berufen. Als Nachfolger des Lahrer Landrats Pius Uhrig wurde Gleichenstein vom Innenminister im April 1948 zum Landrat von Lahr berufen, eine Funktion, die er neben seinem Amt in Emmendingen bis zum Juni 1948 ausübte. Ab 1. Juli war er nur noch Landrat in Lahr.
In Lahr hat Huber von Gleichenstein durch seine guten Beziehungen zur französischen Militärverwaltung unter anderem die Wohnungsnot wesentlich lindern können sowie den Aufbau eines funktionierenden Schulsystems im Bereich der gewerblichen Schulen gefördert. Dazu gehörten auch die Landwirtschaftsschule, der ein kreiseigener Gutsbetrieb mit einer Größe von 10 ha als Schau- und Lehrobjekt gehörte. 1950 wurde vom Landkreis eine Malerfachschule gegründet, die heute als Badische Malerfachschule besteht.
Im Februar 1955 wurde Huber von Gleichenstein an das Landratsamt Stockach versetzt, wo er im Juli desselben Jahres zum Landrat ernannt wurde. Infolge der Auflösung des Landkreises Stockach wurde Huber von Gleichenstein 1973 in den Ruhestand versetzt.
Viktor Huber von Gleichenstein war ein Nachkomme des badischen Verwaltungsjuristen Ignaz von Gleichenstein.

## Weblink
- Eintrag in Landesbibliographie Baden-Württemberg

| Personendaten    | Personendaten                                  |
| ---------------- | ---------------------------------------------- |
| NAME             | Huber von Gleichenstein, Viktor                |
| ALTERNATIVNAMEN  | Huber von Gleichenstein, Viktor Franz Freiherr |
| KURZBESCHREIBUNG | deutscher Verwaltungsjurist und Landrat        |
| GEBURTSDATUM     | 4. April 1909                                  |
| GEBURTSORT       | Freiburg im Breisgau                           |
| STERBEDATUM      | 16. Juni 1994                                  |
| STERBEORT        | Konstanz                                       |